# Ватерблок

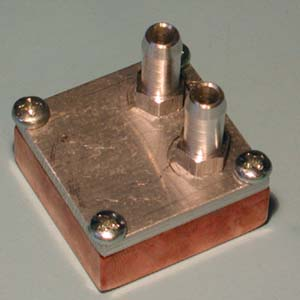

Ватерблок (от англ. waterblock — блок воды, водоблок) — устройство, выполненное из теплопроводящего материала, чаще всего из меди или алюминия, служащее для отвода тепла от высоконагревающихся элементов, таких как транзисторы и различные микросхемы. Составляет часть системы жидкостного охлаждения.

## Устройство ватерблока
- Основание

Гладкая, ровная пластина, выполненная из теплопроводящего металла, служащая для соприкосновения с нагревающимся элементом.
- Радиатор ватерблока

Омывается жидкостью и служит для наиболее эффективного отвода тепла от основания
к жидкости. Находится в постоянном соприкосновении с основанием.
В случае с водой тепловыделение происходит
в 1-2 мм от поверхности радиатора,
поэтому радиатор почти всегда делают рельефным, в виде шипов, углублений,
иногда в виде микроканалов, для увеличения зоны тепловыделения.
- Разгонная пластина

Иногда входной штуцер перекрывает тонкая пластина с небольшими отверстиями для формирования быстрой и мощной струи охлаждающей жидкости, направленной на нужные участки радиатора. Это позволяет увеличить эффективность ватерблока и настраивать его работу.
- Покрытие

Обычно ватерблок закрывается крышкой
из оргстекла, пластика или металла, в который
встроены клапаны (штуцеры) для входа и выхода жидкости.
Также крышка служит для прижима и крепления ватерблока
на нагревающимся элементе.